# Tabora (região)
Tabora é uma região da Tanzânia. Sua capital é a cidade de Tabora.